# Échouboulains
Échouboulains település Franciaországban, Seine-et-Marne megyében. Lakosainak száma 557 fő (2022. január 1.). Échouboulains Valence-en-Brie, La Chapelle-Rablais, Les Écrennes, Fontenailles, Forges és Laval-en-Brie községekkel határos.

## Népesség
A település népességének változása:
| Lakosok száma | 536  | 553  | 568  | 557  | 557  | 557  | 558  | 558  | 557  |
|               | 2013 | 2015 | 2016 | 2017 | 2018 | 2019 | 2020 | 2021 | 2022 |